# 卡薩葉韋
48°8′46″N 36°10′14″E / 48.14611°N 36.17056°E
卡薩葉韋（烏克蘭語：Касаєве），是烏克蘭的村落，位於該國中部第聶伯羅彼得羅夫斯克州，由瓦西利基夫卡區負責管轄，分別距離茹拉夫林卡2公里和邦達列韋4公里，2001年人口88。